# بيدينون (كيلكيس)
بيدينون (Πεδινόν) هي مدينة في كيلكيس في مقاطعة فوريا إلادا في اليونان.